# Aranykoszorú-pénz
Aranykoszorú-pénz (latinul: aurum coronarium), speciális ókori római adófajta volt. Amikor egy római hadvezér sikereket ért el a hadszíntéren, a szokás szerint azon provincia, illetve annak települései, ahonnan származott aranykoszorúkat küldtek neki, hogy azokat a diadalmenetben maga előtt vitesse. Valószínűleg görög vagy perzsa hagyomány átvételéről van szó. Cicero idejében a koszorú helyett pénzt küldtek. 